# Retrat d'Ana Phillips
Retrat d'Ana Phillips és una pintura a l'oli realitzada per Pelegrí Clavé el 1850 i que actualment s'exposa al Museu Nacional de San Carlos de Mèxic.